# Нейдер дос Сантос
Нейдер Колмераурер дос Сантос (порт. Neider Colmerauer dos Santos; 22 февраля 1965, Рио-де-Жанейро, Бразилия) — бразильский футбольный тренер.

## Биография
Работал с юношескими командами в бразильских командах. Некоторое время трудился на технических должностях в «Васко де Гаме» и «Ботафого». Затем Нейдер уехал в Катар. Спустя некоторое время он возобновил тренерскую деятельность. Бразилец работал с командами из Омана, Каймановых остров, Танзании, Эфиопии и Ямайки. С мая 2017 года он во второй раз возглавил эфиопский «Сент-Джордж».
В разное время Нейдер дос Сантос руководил сборными Каймановых островов, Гайаны и Багамских островов.

## Достижения
- Чемпион Омана (1): 1997/98.
- Чемпион Эфиопии (2): 2014/15, 2015/16.
- Обладатель Кубка Эфиопии (1): 2015/16.
- Обладатель Суперкубка Эфиопии (2): 2015, 2017.